# Mayu Sasaki
Mayu Sasaki (佐々木 繭, Sasaki Mayu, Sagamihara, 12 januari 1993) is een Japans voetbalster die als verdediger speelt bij Urawa Reds.

## Carrière

### Clubcarrière
Sasaki begon haar carrière in 2013 bij Mynavi Vegalta Sendai. In vijf jaar speelde zij er 78 competitiewedstrijden. Ze tekende in 2018 bij Urawa Reds.

### Interlandcarrière
Sasaki maakte op 2 juni 2016 haar debuut in het Japans vrouwenvoetbalelftal tijdens een vriendschappelijke wedstrijd tegen de Verenigde Staten. Ze heeft acht interlands voor het Japanse elftal gespeeld.

## Statistieken
| Japans vrouwenvoetbalelftal | Japans vrouwenvoetbalelftal | Japans vrouwenvoetbalelftal |
| Jaar                        | Wed.                        | Dlp.                        |
| --------------------------- | --------------------------- | --------------------------- |
| 2016                        | 3                           | 0                           |
| 2017                        | 5                           | 0                           |
| Totaal                      | 8                           | 0                           |